# Liste der Baudenkmale in Marschacht
In der Liste der Baudenkmale in Marschacht sind alle Baudenkmale der niedersächsischen Gemeinde Marschacht im Landkreis Harburg aufgelistet. Die Quelle der  Baudenkmale, der ID`s und der Beschreibungen ist der Denkmalatlas Niedersachsen. Der Stand der Liste ist der 30. November 2021.

## Allgemein
In den Spalten befinden sich folgende Informationen:
- Lage: die Adresse des Baudenkmales und die geographischen Koordinaten. Kartenansicht, um Koordinaten zu setzen. In der Kartenansicht sind Baudenkmale ohne Koordinaten mit einem roten Marker dargestellt und können in der Karte gesetzt werden. Baudenkmale ohne Bild sind mit einem blauen Marker gekennzeichnet, Baudenkmale mit Bild mit einem grünen Marker.
- Bezeichnung: Bezeichnung des Baudenkmales
- Beschreibung: die Beschreibung des Baudenkmales. Unter § 3 Abs. 2 NDSchG werden Einzeldenkmale und unter § 3 Abs. 3 NDSchG Gruppen baulicher Anlagen und deren Bestandteile ausgewiesen.
- ID: die Objekt-ID des Baudenkmales
- Bild: ein Bild des Baudenkmales, ggf. zusätzlich mit einem Link zu weiteren Fotos des Baudenkmals im Medienarchiv Wikimedia Commons. Wenn man auf das Kamerasymbol klickt, können Fotos zu Baudenkmalen aus dieser Liste hochgeladen werden:

## Eichholz

### Gruppe baulicher Anlagen
| Lage                                      | Bezeichnung                           | Beschreibung | ID       | Bild |
| ----------------------------------------- | ------------------------------------- | --- | -------- | ---- |
| Birnenallee 3 53° 23′ 21″ N, 10° 21′ 3″ O | Hofanlage mit Pflasterung und Scheune | Inschrift am Giebel: „LAS GOTTES SEEGEN ÜBER DIESEM HAUSE THRONEN GESUNDHEIT FLEISZ ZUFRIEDENHEIT IN IHM WOHNEN ERBAUT 1842 DURCH BLITZ ZERSTÖHRT 27 IULY 1850 WIEDER ERBAUT 1851 IDHESSE“. | 26969381 |      |

### Einzeldenkmale
| Lage                                                 | Bezeichnung               | Beschreibung | ID       | Bild |
| ---------------------------------------------------- | ------------------------- | ------------ | -------- | ---- |
| Birnenallee 3 53° 23′ 23″ N, 10° 21′ 3″ O            | Scheune                   |              | 26955821 | BW   |
| Birnenallee 3 53° 23′ 21″ N, 10° 21′ 2″ O            | Wohn-/ Wirtschaftsgebäude |              | 26955806 | BW   |
| Stilkensdeich/Ilaudeich 53° 23′ 24″ N, 10° 21′ 21″ O | Historischer Deich        |              | 26956026 |      |

## Niedermarschacht

### Einzeldenkmale
| Lage                                          | Bezeichnung            | Beschreibung | ID                              | Bild |
| --------------------------------------------- | ---------------------- | --- | ------------------------------- | ---- |
| Am Friedhof 1 53° 25′ 2″ N, 10° 22′ 3″ O      | ehemaliges Küsterhaus  | | 26955995                        |      |
| Am Friedhof 2 53° 25′ 2″ N, 10° 21′ 59″ O     | Kirche mit Glockenturm | Erbaut 1613–1615. Renoviert 1821 und 1970. | 26955847/1/-/ 26956010 26955847 |      |
| Elbuferstraße 130 53° 25′ 9″ N, 10° 21′ 28″ O | Bauernhaus             | | 26955980                        |      |
| Elbuferstraße 132 53° 25′ 9″ N, 10° 21′ 26″ O | Bauernhaus             | Inschrift am Giebel: „ACH GOTT BEWAHR DIESESS HAUS VOR STURM WASSER UND BRANDT UND GESEGN DEN WIRDT MIT MILDER HANDT. WO GOTT NICHT SELBER BAUT DAS HAUS SO RICHTET ES MÜH UND […]. WO DER HERR NICHT DAS HAUS BAUT SO ARBEITEN UMSONST DIE DARAN BAUEN 1696 PSALM 127“ | 26955965                        |      |
| Elbuferstraße 136 53° 25′ 8″ N, 10° 21′ 16″ O | Bauernhaus             | | 26955950                        |      |

## Obermarschacht

### Einzeldenkmale
| Lage                                              | Bezeichnung | Beschreibung | ID       | Bild |
| ------------------------------------------------- | ----------- | ------------ | -------- | ---- |
| Am Alten Brennhaus 6 53° 24′ 56″ N, 10° 22′ 33″ O | Wohnhaus    |              | 26955904 |      |
| Elbuferstraße 56 53° 24′ 52″ N, 10° 22′ 50″ O     | Bauernhaus  |              | 26955875 |      |
| Elbuferstraße 78 53° 24′ 56″ N, 10° 22′ 27″ O     | Bauernhaus  |              | 26956423 |      |

## Oldershausen

### Einzeldenkmale
| Lage                                                       | Bezeichnung                      | Beschreibung | ID       | Bild |
| ---------------------------------------------------------- | -------------------------------- | --- | -------- | ---- |
| Achtern Busch 1 53° 21′ 57″ N, 10° 20′ 8″ O                | Deichkabelstein                  | Viereckiger Stein, oben zwei Hausmarken von Vollhof 3 und 12. An der Seite zwei Zahlen 9 und 8. Grenzsteine zur Markierung der Deichpflicht. | 26956244 |      |
| Fährstieg 1 53° 21′ 57″ N, 10° 20′ 4″ O                    | Wohn-/ Wirtschaftsgebäude        | | 26956454 |      |
| Fährstieg 3 53° 21′ 57″ N, 10° 20′ 3″ O                    | Wohn-/ Wirtschaftsgebäude        | Türfenster mit Hausmarke „Johan Roggenbuck“, Name „Harms“ und Jahresangabe 1877.                                                             | 26956471 |      |
| Fährstieg 5 53° 21′ 57″ N, 10° 20′ 1″ O                    | Wohn-/ Wirtschaftsgebäude        | | 26956488 |      |
| Fährstieg 7 53° 21′ 57″ N, 10° 20′ 0″ O                    | Wohnhaus                         | | 26955776 |      |
| Fährstieg 8 53° 21′ 56″ N, 10° 19′ 56″ O                   | Wohnhaus, Bauernhaus und Scheune | | 26969408 |      |
| Fährstieg 8 53° 21′ 56″ N, 10° 19′ 55″ O                   | Wohnhaus                         | | 26956325 |      |
| Fährstieg 8 53° 21′ 57″ N, 10° 19′ 55″ O                   | Bauernhaus                       | Auf Stein eingravierte Hausmarke „Peter Harms“.                                                                                              | 26956309 |      |
| Fährstieg 8 53° 21′ 56″ N, 10° 19′ 57″ O                   | Scheune                          | | 26956293 |      |
| Oldershausener Hauptstraße 53° 21′ 49″ N, 10° 20′ 14″ O    | Kriegerdenkmal 1914/1918         | Inschrift: „Unseren fürs Vaterland im Weltkrieg 1914–1918 gefallenen Söhnen zum Gedächtnis.“. Auf den anderen Flächen Namen und Daten.       | 26956227 |      |
| Oldershausener Hauptstraße 53° 21′ 54″ N, 10° 20′ 5″ O     | Gedenkstein 1813                 | Inschrift: „Zur Erinnerung an die Erhebung Deutschlands 1813. Errichtet von der Gemeinde Oldershausen 1913.“                                 | 26956210 |      |
| Oldershausener Hauptstraße 11 53° 21′ 55″ N, 10° 20′ 8″ O  | Scheune/Längsscheune             | | 26957824 |      |
| Oldershausener Hauptstraße 15 53° 21′ 53″ N, 10° 20′ 13″ O | Bauernhaus                       | | 26956195 |      |
| Oldershausener Hauptstraße 34 53° 21′ 30″ N, 10° 20′ 26″ O | Wohnhaus                         | Ehemals „Gaststätte zur Friedrichsbrücke“.                                                                                                   | 26956180 |      |
| Ole Au 1 53° 22′ 0″ N, 10° 20′ 2″ O                        | Wohn-/ Wirtschaftsgebäude        | Haupthaus Baujahr 1706. | 26956072 |      |
| Ole Au 1 53° 22′ 0″ N, 10° 20′ 1″ O                        | Speicher                         | Speicher Baujahr 1750. | 26956162 |      |
| Ole Au 1 53° 21′ 59″ N, 10° 20′ 1″ O                       | Speicher                         | Bohlenspeicher mit Jahresangabe 1623 im Türsturz.                                                                                            | 26956144 |      |

## Ehemalige Denkmale
| Lage                                                             | Bezeichnung          | Beschreibung | ID | Bild |
| ---------------------------------------------------------------- | -------------------- | --- | -- | --- |
| Niedermarschacht Elbuferstraße 140 a 53° 25′ 8″ N, 10° 21′ 13″ O | Kate                 | |    | |
| Niedermarschacht Elbuferstraße 157 53° 25′ 5″ N, 10° 21′ 12″ O   | Bauernhaus           | Abgebrochen |    | [[Vorlage:Bilderwunsch/code!/C:53.418134,10.353286!/D:Niedermarschacht Elbuferstraße 157, Bauernhaus!/\|BW]]  |
| Obermarschacht Elbuferstraße 88 53° 25′ 0″ N, 10° 22′ 13″ O      | Bauernhaus           | Rieges Hoff – 2009 durch Feuer zerstört. |    | [[Vorlage:Bilderwunsch/code!/C:53.416732,10.370278!/D:Obermarschacht Elbuferstraße 88, Bauernhaus!/\|BW]]     |
| Obermarschacht Im Bogen 53° 24′ 52″ N, 10° 22′ 27″ O             | Scheune              | Gestrichen 1. September 1999 |    | [[Vorlage:Bilderwunsch/code!/C:53.414484,10.37414!/D:Obermarschacht Im Bogen, Scheune!/\|BW]]                 |
| Obermarschacht Weidenweg 5 53° 24′ 29″ N, 10° 23′ 31″ O          | Wohnhaus             | Inschrift am Giebel: „Joh. Stüben, Elise Stüben geb. Beecken. 1905.“. |    | |
| Obermarschacht Weidenweg 7 53° 24′ 28″ N, 10° 23′ 30″ O          | Wohnhaus             | Inschrift am Giebel: „Wir bauen nicht aus Lust und Pracht. Die Noth hat uns dazu gebracht. Das alte hat die Flut verzehrt, Ein neues hat uns Gott beschert. M. Heims, M. Heims geb. Ternus. 1905“. Nicht mehr im Denkmalatlas verzeichnet(02.10.21) |    | |
| Oldershausen Hörstenweg 17 53° 22′ 3″ N, 10° 19′ 50″ O           | Bauernhaus           | Abgebrochen. |    | [[Vorlage:Bilderwunsch/code!/C:53.367393,10.330582!/D:Oldershausen Hörstenweg 17, Bauernhaus!/\|BW]]          |
| Oldershausen Hauptstraße 9 53° 21′ 55″ N, 10° 20′ 6″ O           | Scheune/Längsscheune | Gestrichen 21. September 1999 – Durch Feuer zerstört. |    | [[Vorlage:Bilderwunsch/code!/C:53.365218,10.33512!/D:Oldershausen Hauptstraße 9, Scheune/Längsscheune!/\|BW]] |
| Oldershausen Hörstenweg 4 53° 22′ 3″ N, 10° 19′ 58″ O            | Gerechtigkeitsstein  | Mit Stadtmarke Hansestadt Lüneburg Nutzungsrecht der Ilmenau Schifffahrt für den Salztransport. Lage Ufer der Ilmenau Heute Neetze. |    | |
| Rönne Deichstraße West 3 53° 25′ 13″ N, 10° 20′ 1″ O             | Kate                 | Gestrichen 12. Februar 1999. |    | [[Vorlage:Bilderwunsch/code!/C:53.420143,10.333656!/D:Rönne Deichstraße West 3, Kate!/\|BW]]                  |
| Rönne Elbuferstraße 53° 25′ 4″ N, 10° 20′ 47″ O                  | Scheune              | 2018 baufällig abgebrochen. |    | |